# 耳叶合耳菊
耳叶合耳菊（学名：Synotis auriculata）是菊科合耳菊属的植物，是中国的特有植物。分布于中国大陆的西藏等地，生长于海拔2,100米至2,400米的地区，一般生长在混交林中，目前尚未由人工引种栽培。